# Chiesa di Santa Chiara (Porto)
La chiesa di Santa Chiara (in portoghese Igreja de Santa Clara) è una chiesa cattolica nel centro storico di Porto, in Portogallo. Al suo interno si trova uno dei migliori esempi di talha dourada del barocco giovannino.
Costruita accanto al tratto più visibile delle mura ferdinandee, la chiesa di Santa Chiara fu completata nel 1457, insieme al monastero adiacente. Ciò era dovuto a una richiesta delle suore francescane delle clarisse che volevano sostituire il grandissimo monastero del XIII secolo.
Con la soppressione di diversi monasteri più piccoli in diverse località tra il XV e il XVI secolo, le monache si raggrupparono a Santa Chiara portando con sé le loro rendite, fra cui il pedaggio per tutte le merci che passavano per il fiume Douro.
Alla fine del XIX secolo, con la morte dell'ultima monaca, il monastero fu estinto e ciò provocò un certo degrado dell'edificio. Successivamente, fu incamerato nel patrimonio statale e dopo le opere necessarie fu adibito a centro sanitario e ad altre istituzioni.
L'ingresso della chiesa avviene attraverso una porta barocca, che risale al 1697 e fu trasformata nel XVIII secolo, con elementi rinascimentali come colonne tortili e capitelli corinzi. Nell'interno si può ammirare tutta la magnificenza della chiesa, tutta ricoperta da talha dourada della prima metà del XVIII secolo.

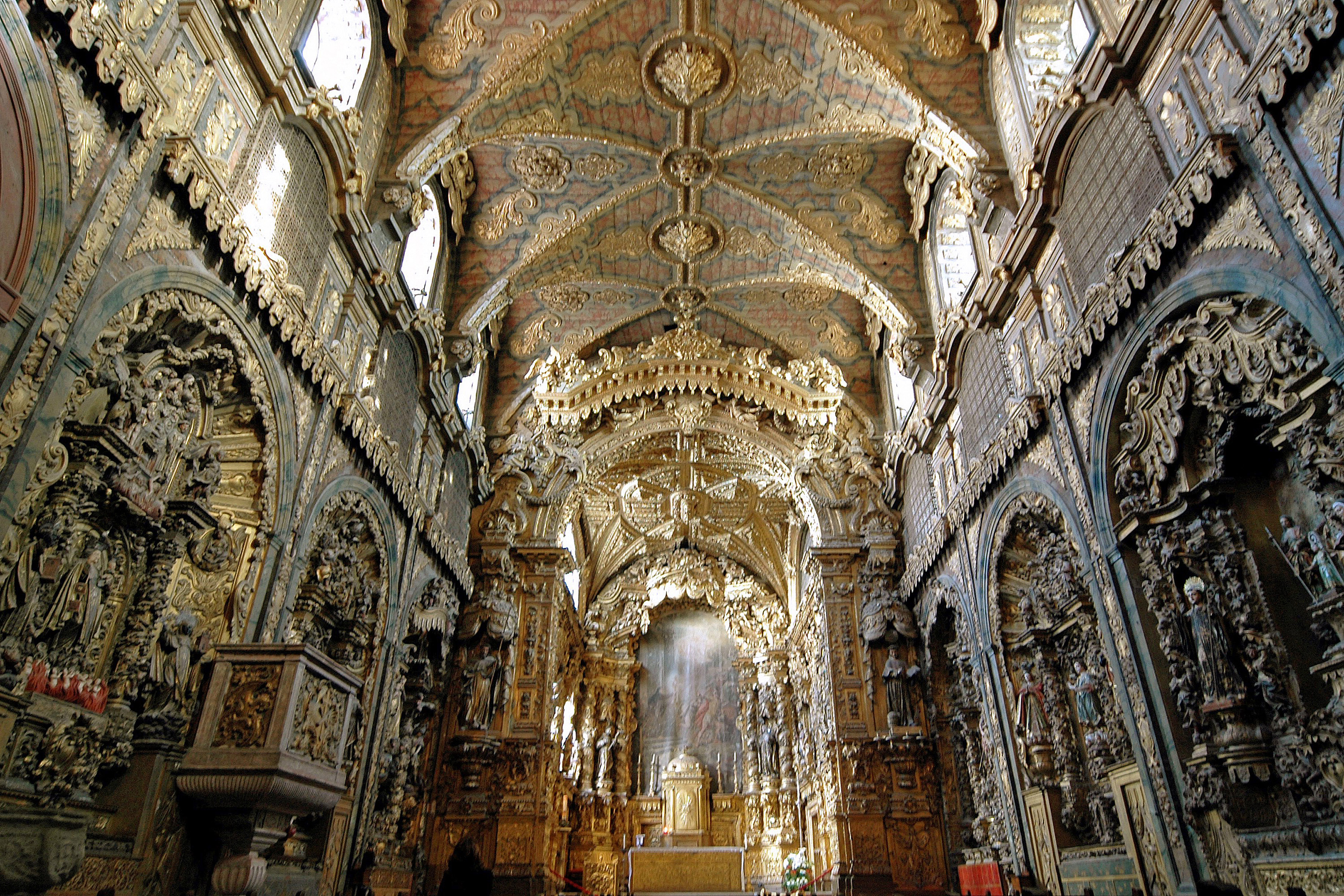
Interno
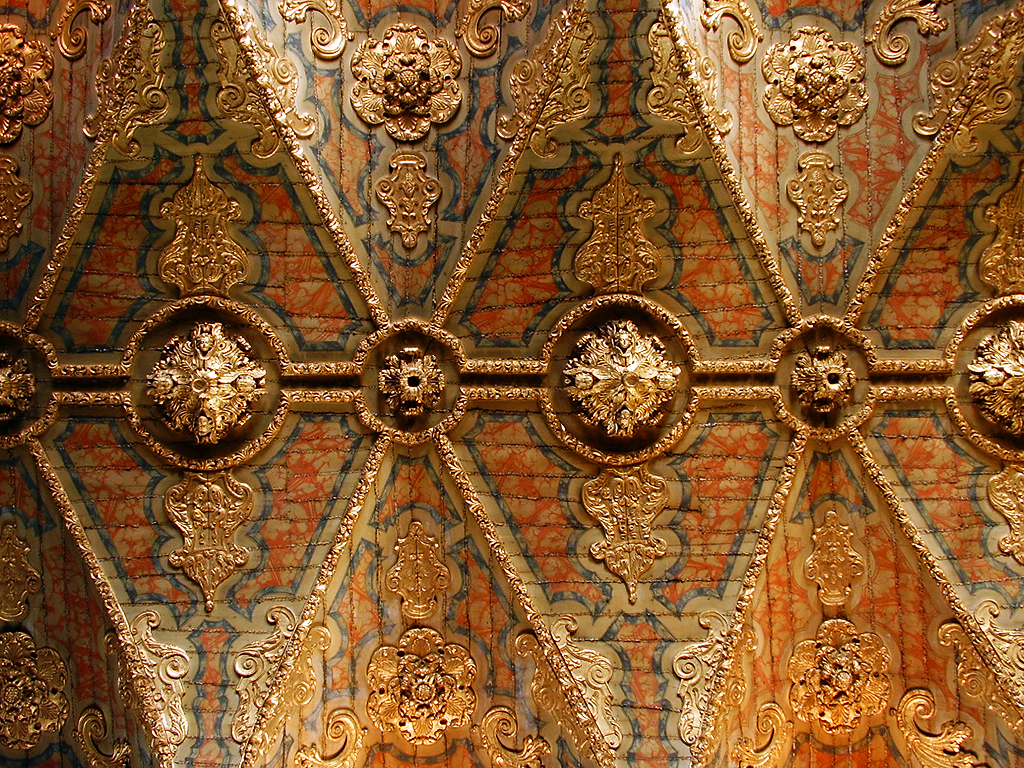
Volta
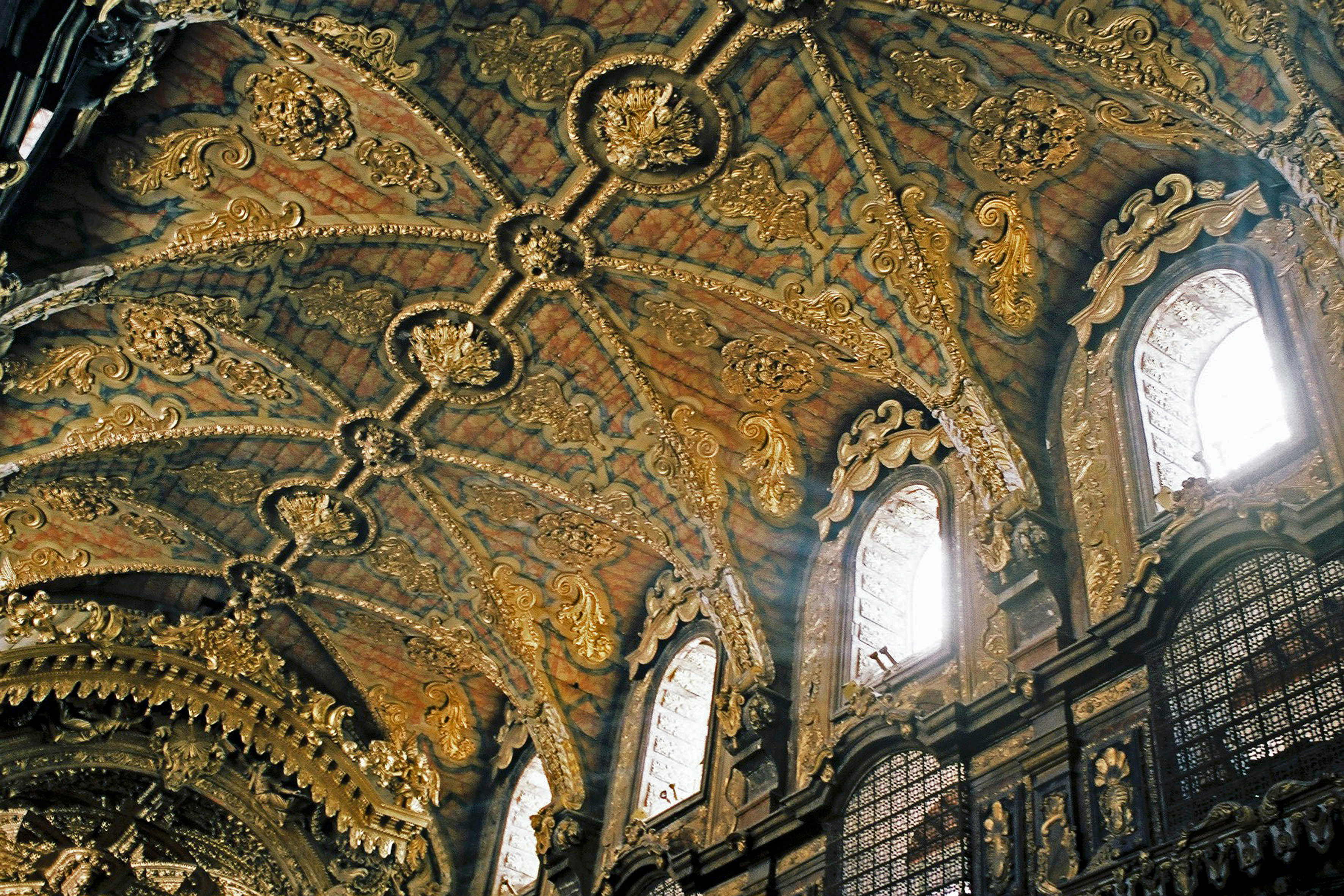
Volta